# Schlacht von Boyacá
Mit der Schlacht von Boyacá wird ein entscheidender Kampf zur Entkolonialisierung in der Geschichte Kolumbiens zwischen Spaniens Truppen unter José María Barreiro und den Separatisten unter Simón Bolívar bezeichnet.

## Vorgeschichte
Mit dem vom Expeditionsheer General Pablo Morillos 1815/16 herbeigeführten Ende der ersten Republik Kolumbiens, blieben nur wenige Separatisten am Leben und noch weniger in Freiheit. Die meisten, zu Guerilleros gewordenen, Patrioten befanden sich in den weiten Ebenen von Casanare (das allerdings größer war, als das heutige Departamento gleichen Namens), östlich der Anden, die eine Fortsetzung der venezolanischen Llanos darstellen. Nach inneren Zwistigkeiten hatte sich Francisco de Paula Santander nach Venezuela begeben und bei Simón Bolívar, der Ende 1817 einen unabhängigen Staat nahe der Mündung des Orinoko, in Angostura (heute Ciudad Bolívar), geschaffen hatte (s. Unabhängigkeitskriege in Venezuela), um ihn um Hilfe zu bitten. Bolívar hatte früher schon für die Patrioten im Neugranada gekämpft und war daher Willens, seine Gesinnungsgenossen zu unterstützen. Noch aber bestand er zuerst auf der Befreiung seiner Heimat. Als jedoch die mit vielen europäischen Söldnern geführte Zentrumskampagne 1818 zum Fehlschlag geriet, fasste er nun doch zuerst die Eroberung des Nachbarlands ins Auge.
Die Spanier hatten eine Division im Osten Venezuelas, zwei an den Passagen, die von den Llanos in das Hochland von Caracas führten, und eine auf den Mérida-Anden, an der Westgrenze Venezuelas. In Neugranada, das brutal unterworfen worden war und die Spanier daher (außer in Casanare) wenig zu befürchten hatten, genügte eine einzige Division zur Verteidigung und um die Kreolen vom Gedanken der Unabhängigkeit fernzuhalten. So konnte Santander, unterstützt von den europäischen Offizieren, die Bolívar von den sich daraus für die Separatisten ergebenden Vorteile überzeugen. In der zweiten Jahreshälfte 1818 entsandte Bolívar den neugrenadiner Juristen zu den Aufständischen in Casanare, um diese zu vereinen. Ausgestattet mit Kriegsgerät für die Guerilleros und einer Proklamation mit dem Versprechen, binnen Jahresfrist die Spanier zu vertreiben, machte sich Santander auf den Weg, nicht ohne von Bolívar vorher zum Brigadegeneral ernannt worden zu sein. Bis zum Eintreffen des Feldzugs im folgenden Jahr 1819 hatte er zweitausend Mann zu einer Division geordnet, von denen allerdings nur rund 1200 ausreichend bewaffnet waren.
Bolívar hatte seinen Stellvertreter in der Provinz Apure, José Antonio Páez, bereits ab der Jahreswende 1818/19 einen Ablenkungsfeldzug gegen Pablo Morillo führen lassen, der diesen glauben machen sollte, dass Bolívar auf Venezuela fixiert bliebe. Als die Feldzugsaison wegen der Regenzeit zu Ende ging (Vorderlader!), stieß Bolívar mit über zweitausend Mann unter äußerst schwierigen Bedingungen, da die Flüsse über die Ufer getreten waren, von den Spaniern zu spät bemerkt, vom Sammelpunkt Mantecal (westlich von San Fernando de Apure) nach Tame vor, um sich dort mit den von Santander aufgestellten Truppen zu vereinigen. Dabei legten sie im Mai und Juni in knapp drei Wochen über 300 Kilometer zurück. Páez hielt derweil die Westfront Venezuelas gegen Morillo und führte einen unzureichend kurzen Ablenkungsfeldzug am Fuß der Mérida-Anden, während verschiedene Offiziere die Spanier im Osten Venezuelas beschäftigten, wie Bolívar es geplant hatte.
Während Páez den Ablenkungsfeldzug am Jahresanfang führte, berief Bolívar den aus gewählten Volksvertretern bestehenden Kongress von Angostura ein, bei dem er sich die Legitimation für seinen Feldzug beschaffte und sich als Oberbefehlshaber und Präsident seiner noch kleinen Republik bestätigen ließ, der er das Vizekönigreich Neugranada anzugliedern gedachte. Die bereits vor seinem Aufbruch vorgelegte Verfassung, ließ er allerdings erst nach dem Erfolg vom Parlament absegnen, da der von ihm eingebrachte Anhang auf erheblichen Widerstand gestoßen war.

### Der Neugranada-Feldzug
Mit den Kolumbianern von Santander, die die Vorhut übernahmen, der Hauptdivision unter José Antonio Anzoátegui mit Venezolanern, Europäern und Schwarzen aus Haiti (die noch den Bittgängen Bolívars zu Präsident Alexandre Pétion von 1815 und 1816 entstammten) brach Bolívar auf, um den Hauptkamm der Ostkordillere zu überqueren, hinter dem sich die in Neugranada stationierte dritte Division von Morillo unter dem Kommando des Artillerieobersten José María Barreiro Manjón befand. Dafür gab es mehrere Wege, die jedoch alle von den Spaniern kontrolliert wurden. So entschloss er sich, über den fast viertausend Meter hohen páramo de Pisba marschieren zu lassen, der zwar unbewacht war, aber dafür eine tödliche Strapaze darstellte. Bolívar wusste vorher, dass er nicht ohne Verluste über die eisige Hochfläche würde marschieren können, aber auch, dass Kämpfe an den Stellungen der Spanier an den Hauptstraßen ebenfalls das Leben seiner Soldaten kosten würden. Auf einem solchen Weg hätte er allerdings nicht auf das Moment der Überraschung zählen können, denn Barreiro hatte keine Ahnung, an welcher Stelle Bolívar seinen Aufstieg versuchen würde. Und als er es herausfand, war es zu spät, obwohl bereits am 27. Juni Santanders Vorhut einen dreihundert Mann starken Vorposten in Paya, im ersten Drittel des Aufstiegs mit vierfacher numerischer Überlegenheit aushob.
Die Strapazen des Aufstiegs, verbunden mit völlig unzureichender Bekleidung, sorgten dafür, dass etwa ein Drittel von Bolívars Männern, um die tausend Soldaten, an Erschöpfung und Kälte starben. Doch Bolívar hatte vorgesorgt und mit einer Proklamation die Aufständischen in Neugranada auf sein Kommen vorbereitet. Daher mussten die Spanier Behinderungen ihrer Soldaten und lokale Aufstände hinnehmen, was zur Ablenkung Barreiros beitrug. Außerdem bescherte ihm sein Aufruf Männer, mit denen er die Verluste des furchtbaren Marsches über den páramo fast wieder ausgleichen konnte. Allerdings waren diese Verstärkungen meist nicht kampferfahren. Der Übergang dauerte für das ganze Heer gut zwei Wochen, bis Mitte Juli, die Spanier ließen Bolívar jedoch nicht die Zeit, sein Heer ausruhen und umorganisieren zu lassen.

## Verlauf

### Vorbereitende Gefechte
Bolívar übertrug seinem Stabschef Carlos Soublette die Aufgabe, das auseinandergezogene Heer in Socha, im Tal des Río Chicamocha zusammenzuführen und aufzupäppeln. Eine spanische Wachmannschaft, die in der Nähe stationiert gewesen war, hatte die Flucht ergriffen und Barreiro informiert. Der reagierte prompt mit der Besetzung der Orte Corrales und Gameza am 9. Juli, wo der Fluss seine ungefähr nordsüdliche zu einer ostwestlichen Orientierung ändert, mit jeweils achthundert Soldaten. Mit nur jeweils einer Kompanie, denn viel mehr war zu diesem Zeitpunkt nicht einsatzbereit, testete Bolívar die Spanier auf beiden Seiten des Flusses am 10. Juli. Auf der Westseite, in Corrales, erreichte sein Vortrupp einen Sieg gegen die spanische Vorhut, aber auf der Ostseite, in Gameza, trieb die Kolonialarmee die Neugrenadiner Infanterie von Santander zurück. Bolívar musste reagieren, um einerseits die Initiative zu behalten und andererseits nicht im Tal des Chicamocha eingeschnürt zu werden. Die Spanier wurden von seinem Vorstoß, mit vielleicht der Hälfte seines Heeres, am folgenden Tag dem 11. Juli, überrascht und bezogen eine Verteidigungsposition an der Brücke über den Gameza-Bach, der bei dem Ort in den Chicamocha mündet. Die Jäger von Santanders Vorhut schafften es schließlich, den Widerstand zu brechen und der Rest der Truppe rückte mit dem Bajonett vor, um die Spanier zu vertreiben. Damit war der Weg zwar ein Stück weit geöffnet, aber Bolívars Heer war noch immer nicht komplett über die Berge gekommen, sodass er es vorzog, sich wieder etwas nach Norden, auf den Sammelplatz zu, zurückzuziehen.
Bolívar wusste, wie unvollständig der Erfolg an der Brücke von Gameza gewesen war, denn die Spanier saßen immer noch auf den Bergen südlich des Chicamocha und verhinderten den angestrebten Marsch nach Süden, auf die Provinzhauptstadt Tunja (das Departamento heißt heute Boyacá) und weiter, auf Bogotá zu. Er befahl daher, immer noch ein gutes Stück von seiner Sollstärke entfernt, am 15. eine Bewegung nach Westen, in der Hoffnung, er könnte die Truppen Barreiros in ein Gelände locken, das für seine Patrioten weniger ungünstig für eine offene Feldschlacht bergauf war.
José María Barreiro wartete, obwohl er über mehr und ausgeruhtere Truppen verfügte, auf weitere Verstärkungen und folgte dem Befreiungsheer auf der Südseite des Flusses. Bei Duitama ändert der Río Chicomocha erneut seine Richtung auf etwa Nord-Süd. Bei den Mühlen von Bonza, wenige Kilometer westlich von Duitama, versuchte Bolívar die Spanier am 20. zur Schlacht zu provozieren, aber Barreiro zog es vor, sein Heer etwas südlich auf der Westseite des Flusses bei Paipa aufzustellen, da er hier wieder Geländevorteile hatte.
Die Separatisten zogen ihm nach und hofften, Barreiro in günstigeres Gelände zu locken, aber die Spanier ließen sich nicht täuschen. Bei seinen Umgehungsbewegungen stieß Bolívar schließlich an den pantono de Vargas, den Sumpf von Vargas. Hier ließ er am 26. Juli trotz der offensichtlichen Nachteile des Terrains mit den knapp zweieinhalbtausend Kämpfern, die ihm zu diesem Zeitpunkt zur Verfügung standen, angreifen. Der zäh verlaufende Angriff bergauf blieb schließlich stecken und die Spanier gingen zum Gegenangriff über. Zurückgedrängt in den Sumpf, stand nicht nur der Feldzug auf des Messers Schneide, sondern die gesamte Befreiung im Norden und Westen des Kontinents hätte mit einer Niederlage in Frage gestanden, insbesondere, wenn Bolívar fiel oder gefangen genommen würde. Hier zeigen sich die moralischen Unterschiede der beiden Truppen. In Barreiros Heer dienten hauptsächlich Südamerikaner, die durch die spanischen Strafaktionen der letzten Jahre nicht mehr völlig von der Richtigkeit der Sache, für die sie kämpften, überzeugt waren. Die Kämpfer der Separatisten hatten jahrelang viel für ihr Freiheitsideal erdulden müssen und standen nun noch mit dem Rücken zur Wand. Mit dem Zuruf: „Retten Sie das Vaterland!“ schickte Bolívar die Lanzenreiter aus dem Hochland von Caracas (es sollen lediglich noch 14 Mann gewesen sein) unter Juan José Rondón den vordrängenden Spaniern entgegen und ließ die Infanterie folgen. Damit schaffte er es, mit einem blauen Auge davonzukommen, denn die Spanier hatten der aus den entbehrungsreichen Jahren gewonnenen Einstellung der Patrioten nichts entgegenzusetzen. Von einem Sieg für die Republikaner zu sprechen, ist allerdings nur unter den Aspekten von Moral und Psychologie möglich, denn der Angriff Bolívars war abgeschlagen worden und letztlich hatte sich an den Verhältnissen nichts geändert. Seine Truppen waren immer noch im Tal und die Spanier auf den Bergen. So verwundert es nicht, dass Barreiro bisher alle Gefechte in seinen Berichten an den Vizekönig Juan Sámano in Bogotá als Siege der Spanier darstellte. Er hatte Bolívar nicht entscheidend geschlagen, aber auch die Separatisten konnten bis zu diesem Zeitpunkt von keinem entscheidenden Durchbruch berichten.
Nachdem Soublette endlich in der Nacht nach der Schlacht mit den letzten Truppenteilen von der Andenüberquerung zu Bolívar gestoßen war, versuchte Bolívar erneut, den Gegner zu provozieren, aber Barreiro, der in der Folge vermehrt mit einheimischen Guerilleros im Hinterland zu kämpfen hatte, wich nicht von seiner Linie ab. Daher täuschte Bolívar am Nachmittag des 4. August einen Rückzug nach Osten vor, ließ nach Einbruch der Dunkelheit kehrtmachen und die Feuer eines vorgetäuschten Nachtlagers brennen. Die Unabhängigkeitskämpfer marschierten zuerst zurück nach Westen und dann nach Süden, östlich des Río Chicamocha, auf Tunja zu. Bis Barreiro am nächsten Tag begriffen hatte, dass Bolívar ihn getäuscht hatte, stand dieser bereits vor der Provinzhauptstadt, die er am Morgen des 5. August problemlos mit der Kavallerie einnahm. Diese vorbereitende nächtliche Umgehung gehört zu den größten taktischen Leistungen des Kriegs auf dem gesamten Kontinent.

### Die Brücke von Boyacá
Barreiro hatte nicht nur die Provinzhauptstadt Tunja eingebüßt, sondern, was noch schlimmer war, die Verbindung zu Vizekönig Sámano war unterbrochen. Nun, als es zu spät war, zeigte er Initiative und hetzte seine Soldaten auf der Westseite des Chicamocha auf Tunja zu. Nun hatte Bolívar die Wahl des Gefechtsortes, da er genau wusste, wie wichtig die Verbindung der dritten Division nach Bogotá war. Bareiro erreichte Tunja am 6., ließ es aber nicht einnehmen und versuchte stattdessen, nach Süden, hinter die Separatisten zu gelangen. Ein in ost-westlicher Richtung fließender Fluss, der Río Teatrinos, machte wegen der Regenzeit die Benutzung einer Brücke unumgänglich. Hier verlief auch eine Hauptstraße ('Camino Real'), die ein schnelleres Marschieren gestattete. Das war der Ort, an dem Bolívar seine Soldaten versteckte und die Spanier erwartete. Während die Vorhut von Santander hinter der Brücke Stellung bezog, blieb die Hauptdivision Anzoáteguis hinter den Hügeln am Wegrand, mit Bolívar, der sich die Führung der Reserve vorbehielt.

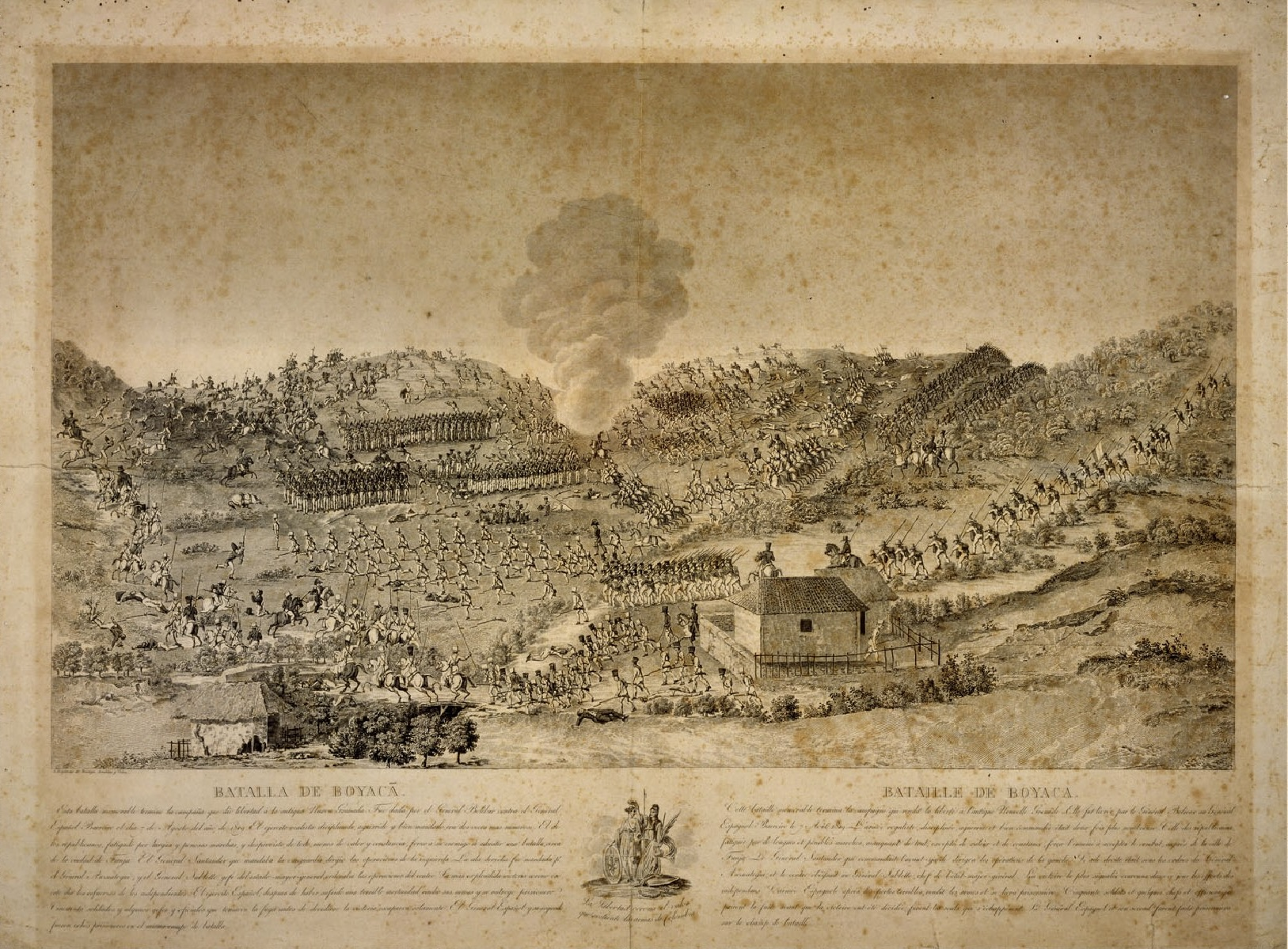
Schlacht von Boyacá von J.M. Darmet circa 1824

Als die Spanier am 7. August gegen 14 Uhr eintrafen, sahen sie lediglich einige Reiter, denen sie jedoch keine weitere Beachtung schenkten, da sie so schnell wie möglich über die Brücke wollten. Durch den schnellen Marsch befand sich die Vorhut Barreiros etwa einen Kilometer vor der spanischen Hauptmacht, was die Aufgabe für die Patrioten erheblich erleichterte. Hinzu kam, dass Barreiro nicht sofort von der Marschkolonnenformation auf eine Gefechtsformation umstellte. Santanders Vorhut bei der Brücke eröffnete das Gefecht, aber die Spanier glaubten immer noch nicht, dass es hier zur entscheidenden Schlacht kommen werde. Als Anzoáteguis Division aus dem Versteck hinter einer Hügelkette auftauchte, war es zu spät, um noch die Formation zu wechseln. Ein reichlich verärgerter Richter (Oidor) des nun ehemaligen Königlichen Gerichtshofs in Bogotá schrieb seinem König Ferdinand VII. am 19. Oktober: „Er ermüdete Eure Königliche Division, damit sie ihn einholen konnte, [und] als sie dies geschafft hatte, erwartete sie der Feind an einem zerklüfteten Ort, wo sie weder aufmarschieren noch die Kavallerie operieren lassen konnte, er nahm eine vorteilhafte Position auf den Höhen ein, die das Gelände beherrschten, und möglicherweise ging sie furchtsam in die Verteidigung des Punktes, zerstreute sich in ihrer Verwirrung, und, in weniger, Herr, als zwanzig Minuten, löste sie sich auf, Generalkommandant Barreiro und sein Stellvertreter Jiménez gerieten in Gefangenschaft, ohne, dass es ein Massensterben gegeben hätte, man kann sagen, es gab keine Schlacht.“ (Zitat aus García Vallecillos)
Die anschließende Verfolgung mitgerechnet, geben die Republikaner für die Schlacht zwei Stunden an. Sie machten 1600 Gefangene, die zusammen mit den etwa 200 Toten und Verwundeten zwar nicht die gesamte dritte Division umfassten, aber den Flüchtigen, die sich nicht später ergaben oder überliefen, setzten die nun moralisch und personell gestärkten örtlichen Patrioten nach. Im Heeresbericht gibt Soublette 13 Tote und 53 Verwundete auf Seiten der Unabhängigkeitskämpfer an.
José María Barreiro ergab sich auf dem Schlachtfeld und wurde in Bogotá inhaftiert. Es kam zu fortgesetzten Streitereien mit Santander, die schließlich mit der Hinrichtung aller spanischen Offiziere am 11. Oktober endete. Bolívar kritisierte seinen Stellvertreter in Bogotá zwar scharf, aber er war zu weit entfernt, um selbst eingreifen zu können.

## Folgen
Als der Vizekönig von der verheerenden Niederlage erfuhr, zog er es vor, zu fliehen, da er für unzählige Kriegsverbrechen und Hinrichtungen vor und nach der spanischen Rückeroberung 1816 die Verantwortung trägt. Auch nachdem er von der Ankunft Bolívars in Neugranada erfahren hatte, erhöhte sich die Zahl der Exekutionen in der Hauptstadt merklich. Zwei Tage nach der Schlacht, als er vom Ergebnis erfuhr, löste er sein Kabinett auf und verlegte seinen Amtssitz nach Cartagena de Indias. Er floh, als Indianer verkleidet an den Rio Magdalena und anschließend an die Karibikküste. Von Panama-Stadt aus, das mit den beiden umliegenden Provinzen bis 1903 zu Kolumbien gehörte, versuchte er weiterhin eine Macht auszuüben, die er nicht mehr hatte. Kurz nachdem er knapp zwei Jahre später von der endgültigen Niederlage in Venezuela (Schlacht von Carabobo) erfahren hatte, starb er dort.
Bolívar und einige seiner Offiziere zogen (unabhängig voneinander) zwei beziehungsweise drei Tage später von der Bevölkerung gefeiert in Bogotá ein. Er hatte zwar mit seinen Soldaten die größte Truppenkonzentration der Spanier im Land aufgelöst, aber nach wie vor herrschten die Meinungsunterschiede zwischen Monarchisten und Republikanern, wie vor der Landung des spanischen Expeditionsheeres 1815. Hinzu kamen eine Reihe lokaler Garnisonen der Kolonialmacht, die nicht daran dachten aufzugeben.
Der Süden Neugranadas war von einem kurzen Intermezzo abgesehen (s. Erste Republik Kolumbien), immer fest in den Händen der Königstreuen gewesen und der Widerstand der Hochburg Pasto endete auch nicht mit der Eroberung von Quito 1822 (s. Schlacht von Pichincha). Im Westen Neugranadas herrschten immer noch die Spanier, aber der einzige überlebende General der Ersten Republik, Joaquín Ricaurte, sammelte 2.000 örtliche Patrioten und zerschlug die sich aus der Region zurückziehenden Spanier Ende September auf einer Hazienda bei Buga im Tal des Río Cauca entscheidend, bevor Bolívars Truppen das Gebiet erreichten. An der Pazifikküste half der Brite John (auch Juan) Illingworth, der ein chilenisches Schiff im Auftrag der dortigen Regierung kommandierte, bei der Befreiung des Küstenstreifens. Sowohl Ricaurte, der 1815 Bolívar für seine Belagerung Cartagenas scharf kritisiert hatte (weil es ein Bürgerkrieg war), und Illingworth werden oft von den Autoren aus Venezuela und Kolumbien verschwiegen, um Bolívars Ruhm nicht zu schmälern.
Der Sieg von Boyacá eröffnete nach seiner Konsolidierung (die allerdings erst 1822 abgeschlossen war) die Möglichkeit der Aufnahme von Waffenstillstandsverhandlungen für Venezuela, die Ende 1820 zu einer mehrmonatigen Feuerpause führten. Ferdinand VII. hatte noch 1819 damit begonnen, ein weiteres Expeditionsheer auszurüsten, das jedoch Anfang 1820 revoltierte und das Trienio Liberal einläutete, eine dreijährige Phase des Liberalismus, in dem die Rechte des Königs eingeschränkt waren. In Verbindung mit den in Neugranada an die Patrioten gefallenen Ressourcen, bot sich den Patrioten die Gelegenheit, 1821 Venezuela und im darauffolgenden Jahr den Gerichtsbezirk Quito an das von Bolívar geschaffene Großkolumbien anzugliedern. Da sich Ferdinand in Spanien zuerst mit den innenpolitischen Gegnern auseinandersetzen musste, hatte Bolívar die Gelegenheit, den Spaniern Ende 1824 in Peru die Generalkapitulation für den gesamten Kontinent abzunötigen (s. Schlacht von Ayacucho).
An der Stelle, wo sich die Schlacht ereignete, steht heute ein Monument, das an den entscheidenden Sieg über Kolonialismus und Monarchie in Kolumbien erinnert.